# Szpaciarnia w Januszkowej Górze
Szpaciarnia w Januszkowej Górze – schronisko na Januszkowej Górze na północno-zachodnim krańcu Płaskowyżu Ojcowskiego na Wyżynie Olkuskiej będącej częścią Wyżyny Krakowsko-Częstochowskiej. Znajduje się we wsi Podlesie, w województwie małopolskim, w powiecie olkuskim, w gminie Olkusz.

## Opis obiektu
Schronisko znajduje się u podstawy wschodniej ściany Turni nad Jaskinią pod szczytem Januszkowej Góry. Jest to zagłębienie o głębokości 2,5 m między Turnią nad Jaskinią a Januszkową Basztą o dnie opadającym ku południu. Powstało na szerokiej szczelinie między tymi skałami. Przed zagłębieniem, w dolnej części stoku znajduje się wał usypany z ziemi wybranej z zagłębienia, po zachodniej stronie są duże bloki skalne.
Schronisko powstało w późnojurajskich wapieniach skalistych. Na jego ścianach brak śladów rozmycia przez wodę. Namulisko złożone z gruzu wapiennego zmieszanego z piaskiem, próchnicą i liśćmi. Są w nim większe skalne złomy. Jest w całości widne. Na ścianach rozwijają się glony, mchy i porosty. Pomiędzy skalnymi głazami występują pajęczaki.

## Historia poznania
Schronisko znane było od dawna. Część jego namuliska została wybrana, prawdopodobnie przez poszukiwaczy szpatu. Z wybranego namuliska usypano przed schroniskiem wał. Ze schroniska pobrano próbki nacieków. Metodą datowania radiowęglowego wiek tych nacieków określono na około 39500-45000.
Po raz pierwszy schronisko zostało opisane przez A. Górnego w dokumentacji dla Zarządu Zespołu Jurajskich Parków Krajobrazowych woj. katowickiego. Plan opracował M. Szelerewicz.

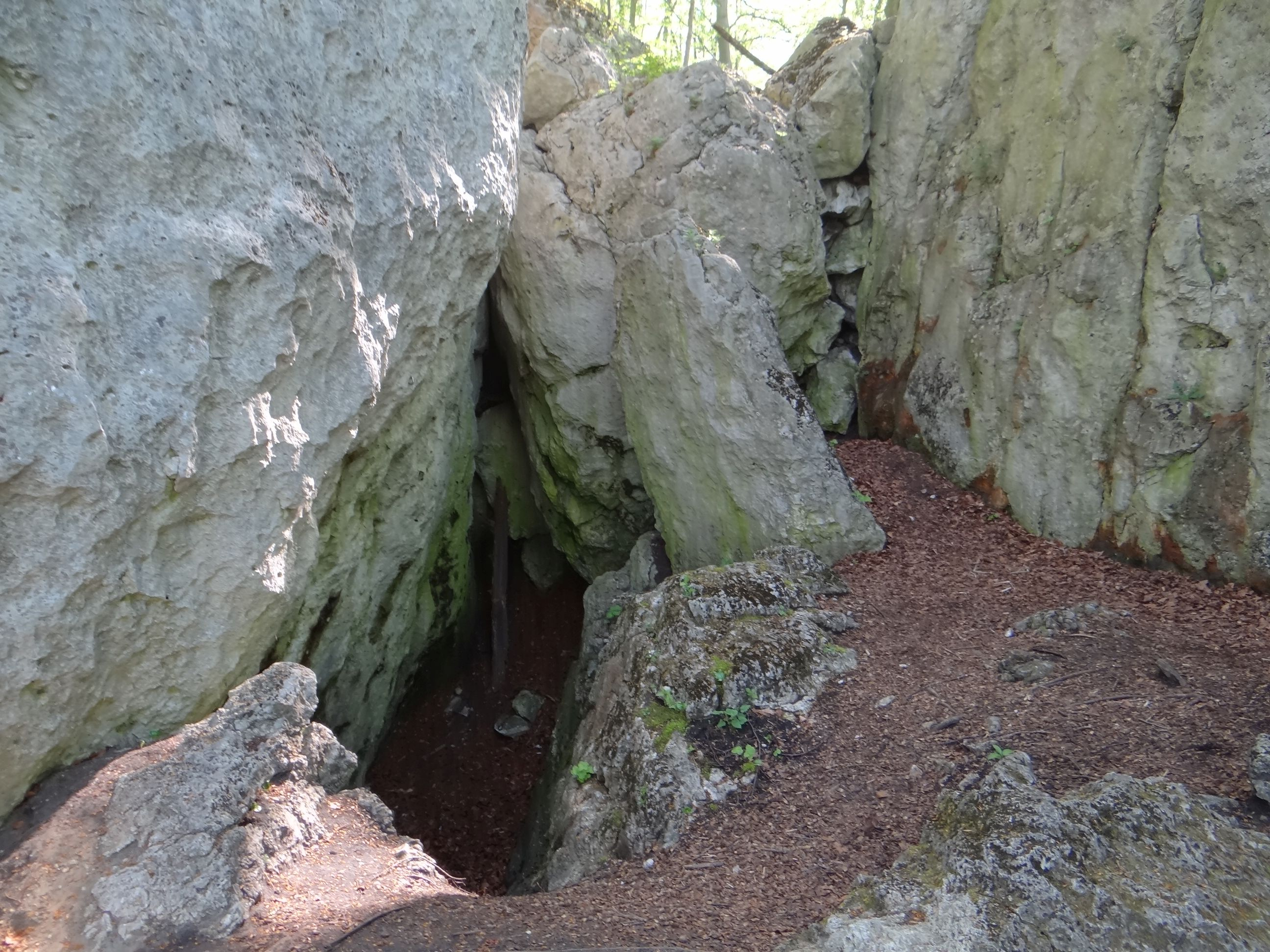
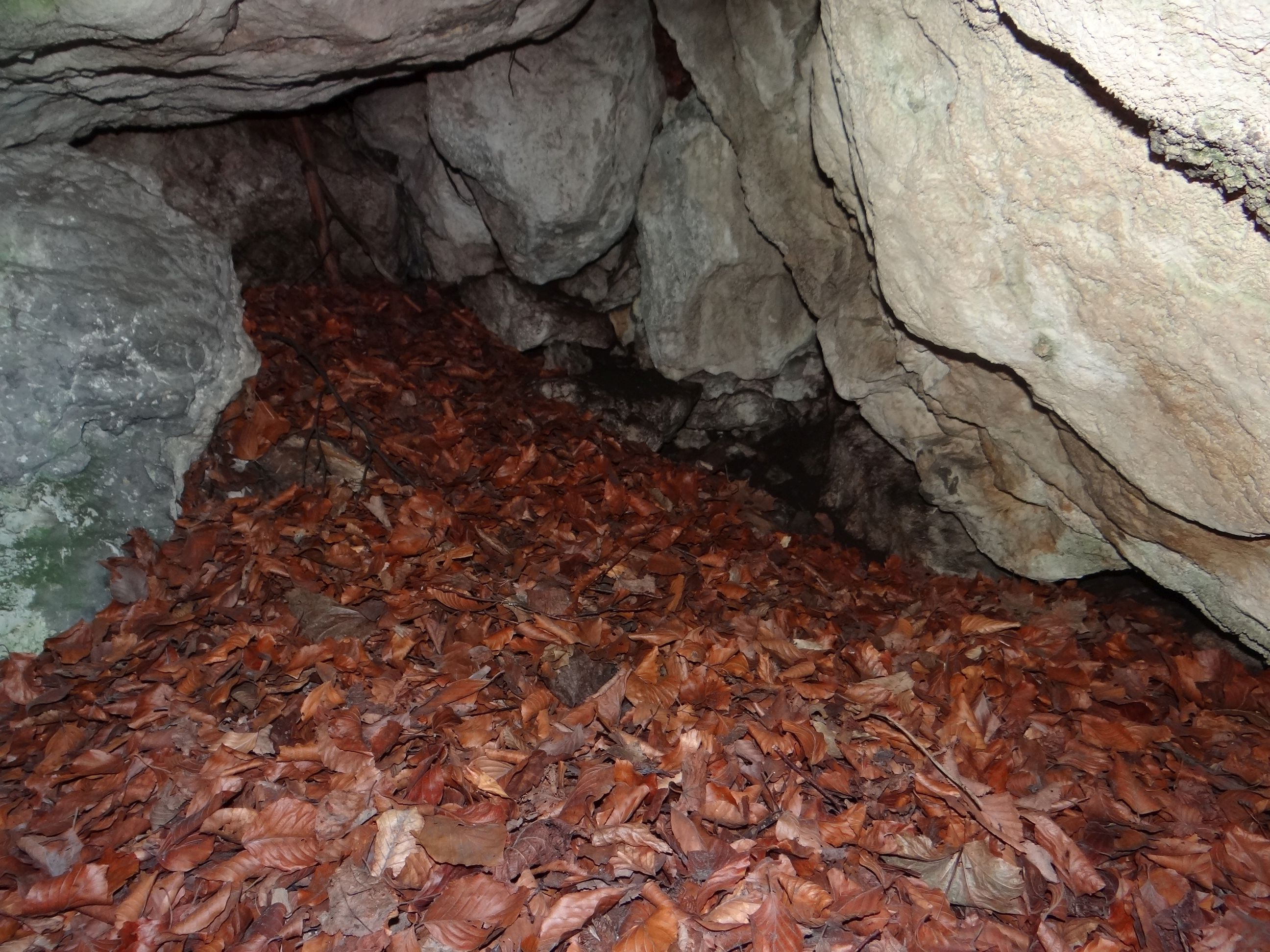
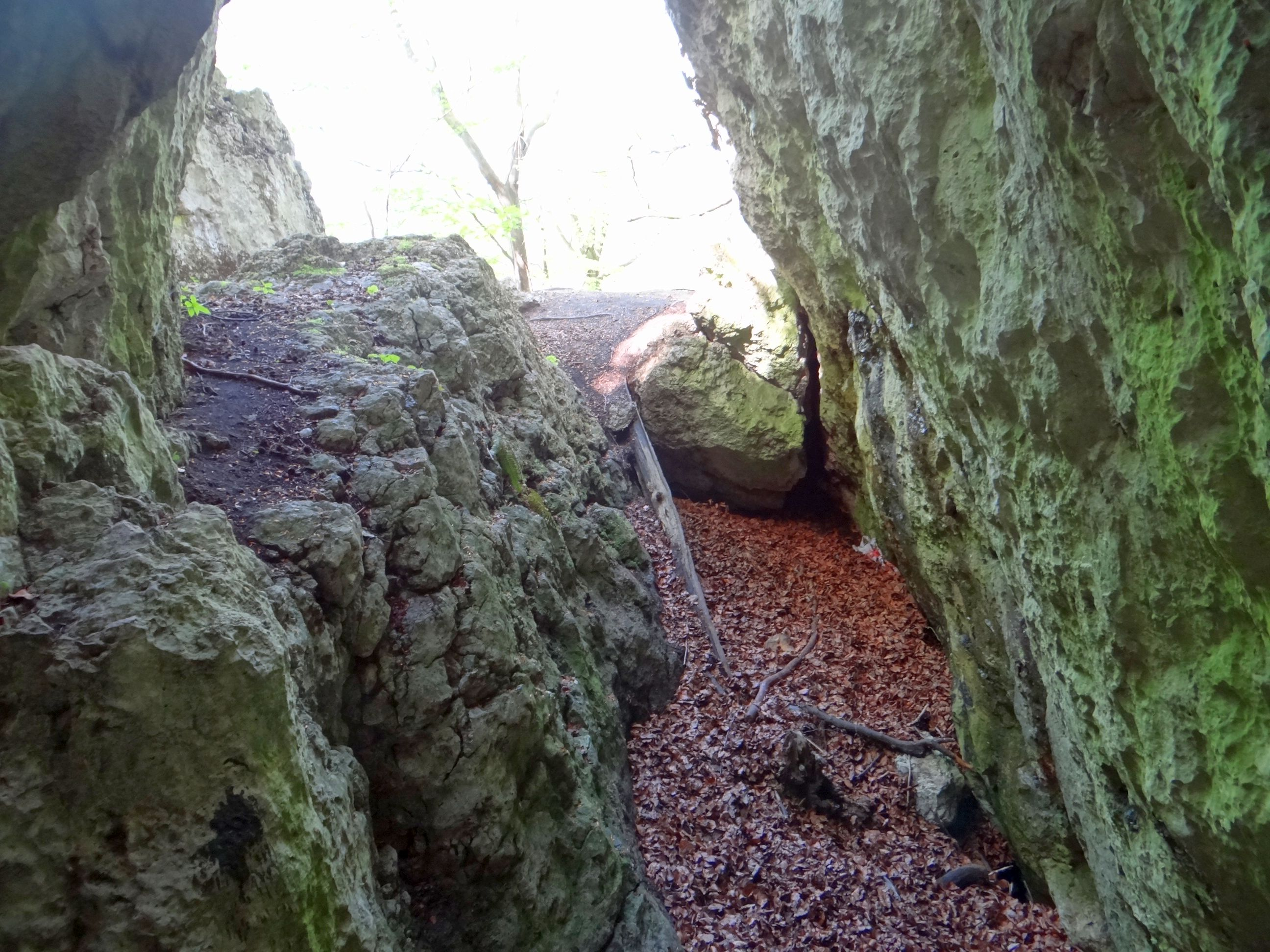

Na Januszkowej Górze jest jeszcze wiele innych jaskiń: Januszkowa Szczelina, Jaskinia Podwójna, Jaskinia Potrójna, Jaskinia Zamkowa, Schronisko na Januszkowej Górze, Schronisko pod szczytem Januszkowej Góry, Schronisko ze Szpatem, Schronisko z Piętrami.